# FEVE

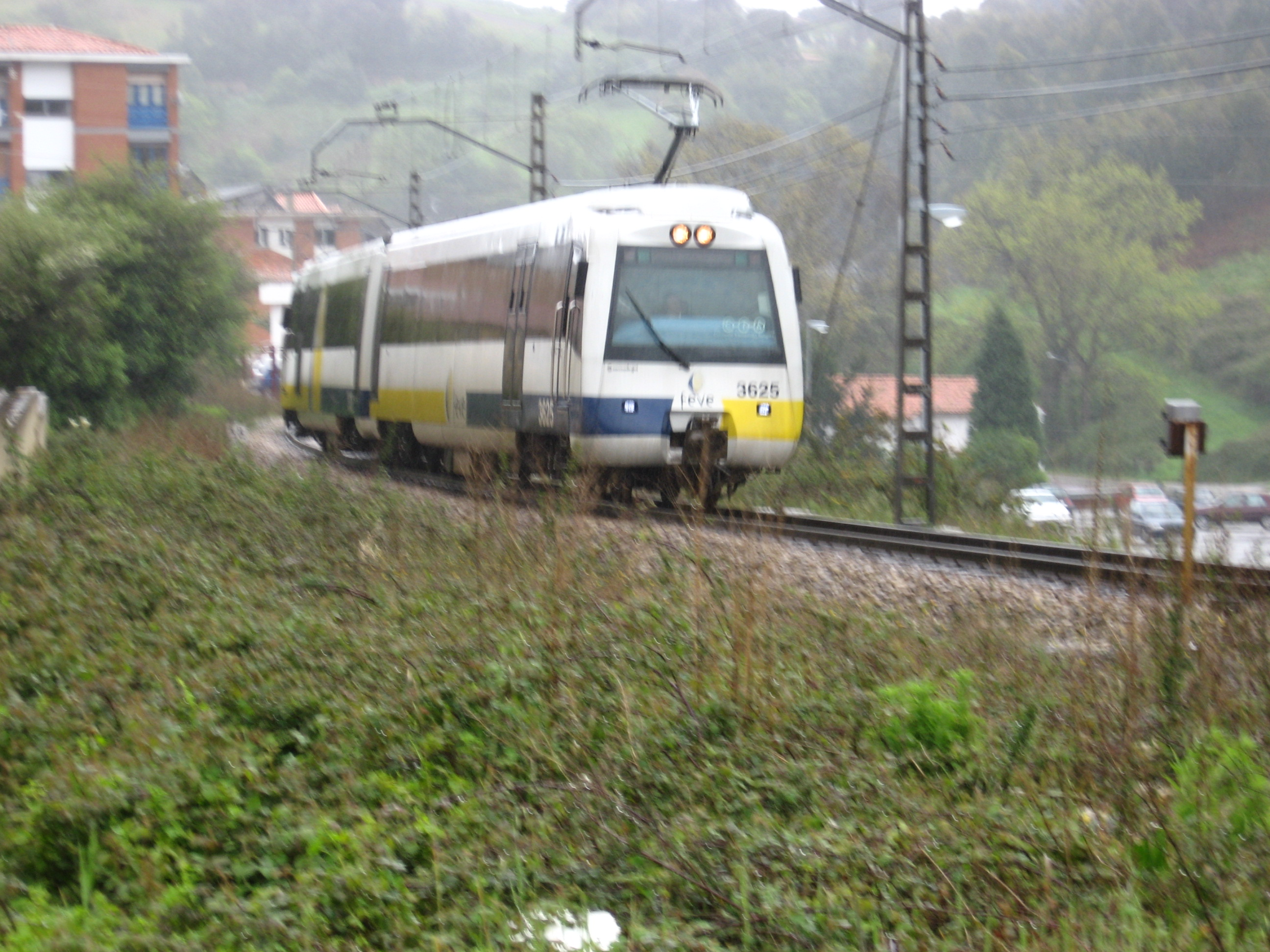
싼다스를 지나는 FEVE 4호선 열차

FEVE(Ferrocarriles de Vía Estrecha, "협궤철도"를 의미)는 스페인의 철도 회사로, 미터 궤간의 선로로 스페인에서 가장 장거리인 1,250 km(777 마일)을 운행한다.

## 역사
FEVE는 1926년부터 파산된 개인 철도 회사들을 인수 해왔던 정부 지명 기구 ELF(Explotación de Ferrocarriles por el Estado, "국영 철도 개척")를 계승하여 1965년에 설립됐다. 스페인의 모든 광궤 철도의 소유권이 1941년 설립된 RENFE로 넘어감에 따라, EFE가 협궤 철도의 실제 독점 회사가 되었다. 현재 FEVE는 1972년부터 정부 소유의 영리 회사이다.
새로운 회사는 현행 이권 소유주들이 이윤을 올릴 수 없는 독자적인 협궤들(1,435 mm, 1,062 mm, 1000 mm 그리고 750 mm)과의 통합을 계속하고 있다. 그러나, 나아가 1978년부터는, 새롭게 개정된 스페인 헌법에 따라서 지방 이양의 도입과 함께, FEVE는 몇몇 철도 운영에 대한 책임권을 지방 정부에게 넘겨주기 시작하기도 했다. 그러한 책임권의 이양은 1978년에 카탈루냐, 1986년에 발렌시아 공동체, 바스크 철도망의 일부, 1994년에 마요르카 철도에서 생겨났다. 그러나, 협궤 철도망이 여전히 FEVE에 의해 통제 되는 무르시아 (자치 공동체) 지방에서는 그러한 이양 작업이 없었다. 먼저 언급된 EFE는 마드리드의 도시에서 지역의 교외 철도를 운영하기도 한다. 그 철도는 마드리드 철도의 10호선이다.

## 현재 사업
가장 크고 중요한 협궤 철도 노선은 여전히 FEVE에 의해 운영된다. FEVE는 북서부의 갈리시아에서 부터, 아스투리아스와 칸타브리아를 지나서 바스크 지방까지(카스티레와 레온으로도 확대된 노선 분기) 스페인의 대서양과 비스케이만 연안을 따라서 있는 노선들을 운영한다. 크고 전략상으로 중요한 체계로 된 모든 노선들이 다른 철도들과 다른 이유는. 더 고립된 지방 노선이기 때문이다. 그 철도들은 FEVE에 의한 통합 관리를 유지오고 있다.
FEVE는 316 km는 전기로 움직이는 도합 1.194 km의 선로를 운행한다.

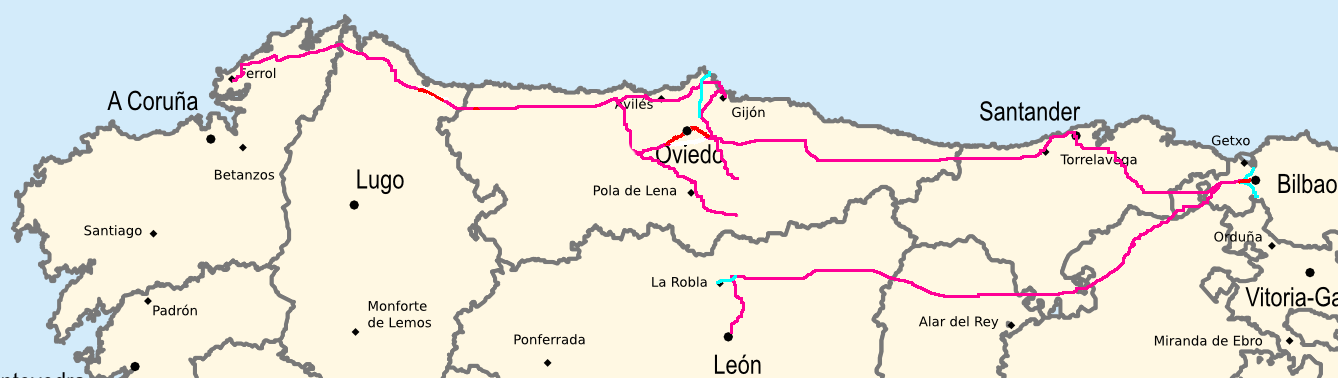
FEVE의 예상 노선도

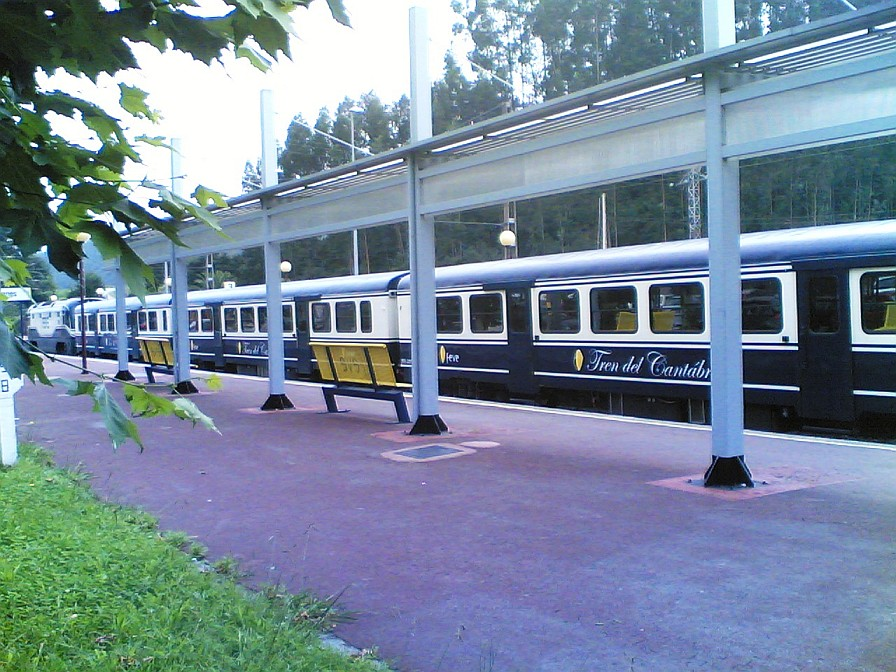
리에르가네스 역의 트랜스칸타브리코.

### 트랜스칸타브리코 노선
FEVE에 의해 운영되는 독점적인 관광 서비스 노선의 거리는 650 km(400 마일)의 트랜스칸타브리코 노선이다. 그 노선은 스페인 북쪽 해안의 전체 거리를 따라 달리고 1982년 이래로 산세바스티안, 빌바오, 산탄데르, 오비에도 그리고 페롤에서 레온까지의 도시들과 연결되어 왔다. 휴가 서비스로 운영되는 열차의 객차들은 침실과 휴게실, 식당이 마련되어 있으며, 여행은 일반적으로 7박 8일이다.
FEVE는 페롤에서 헨다야까지(몇몇 구간은 지역의 회사들에 의해서 운행됨)의 ("가다 서다" 하는) "평범한" 지역의 서비스도 운영한다. 가장 긴 일상적인(관광이 아닌) FEVE 서비스 중에 하나는 레온과 빌바오 사이의 구간 운행(약 7시간의 여정)이다.

### 통근 열차
FEVE는 세르카니아 구간 또는 통근 열차를 운행하기도 한다. 주요 통근 지역은 세르카니아 아스투리아스로 촘촘한 5개 노선의 FEVE 철도망은 총체적으로 RENFE 노선들과 통합됐고 지역 지하철 체계로의 효과적인 역할을 한다.
빌바오 노선은 빌바오의 콩코르디아 정거장에서 발마세다의 대도시까지 달리는 노선으로, 지역 마을들에서 정차하고 비스카야를 지나, 바수르토, 소두페, 아랑구렌와 잘라의 주요 도심까지도 확정 운행한다.

## 화물 운송

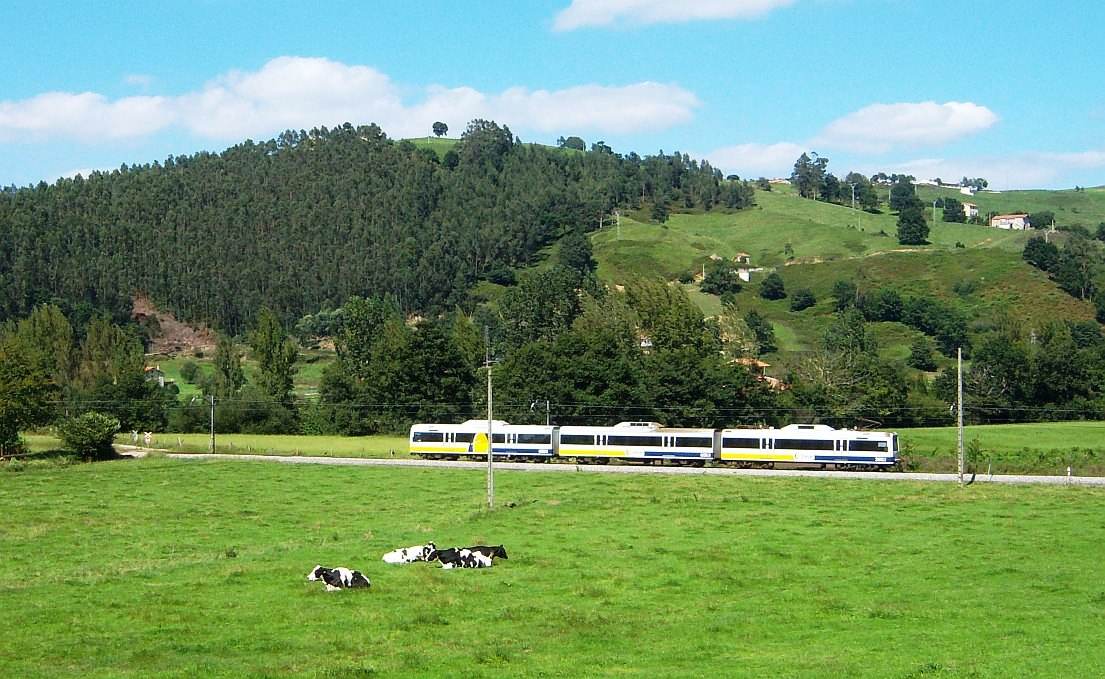
산탄데르에서 리에그가네스로 가는 FEVE 열차

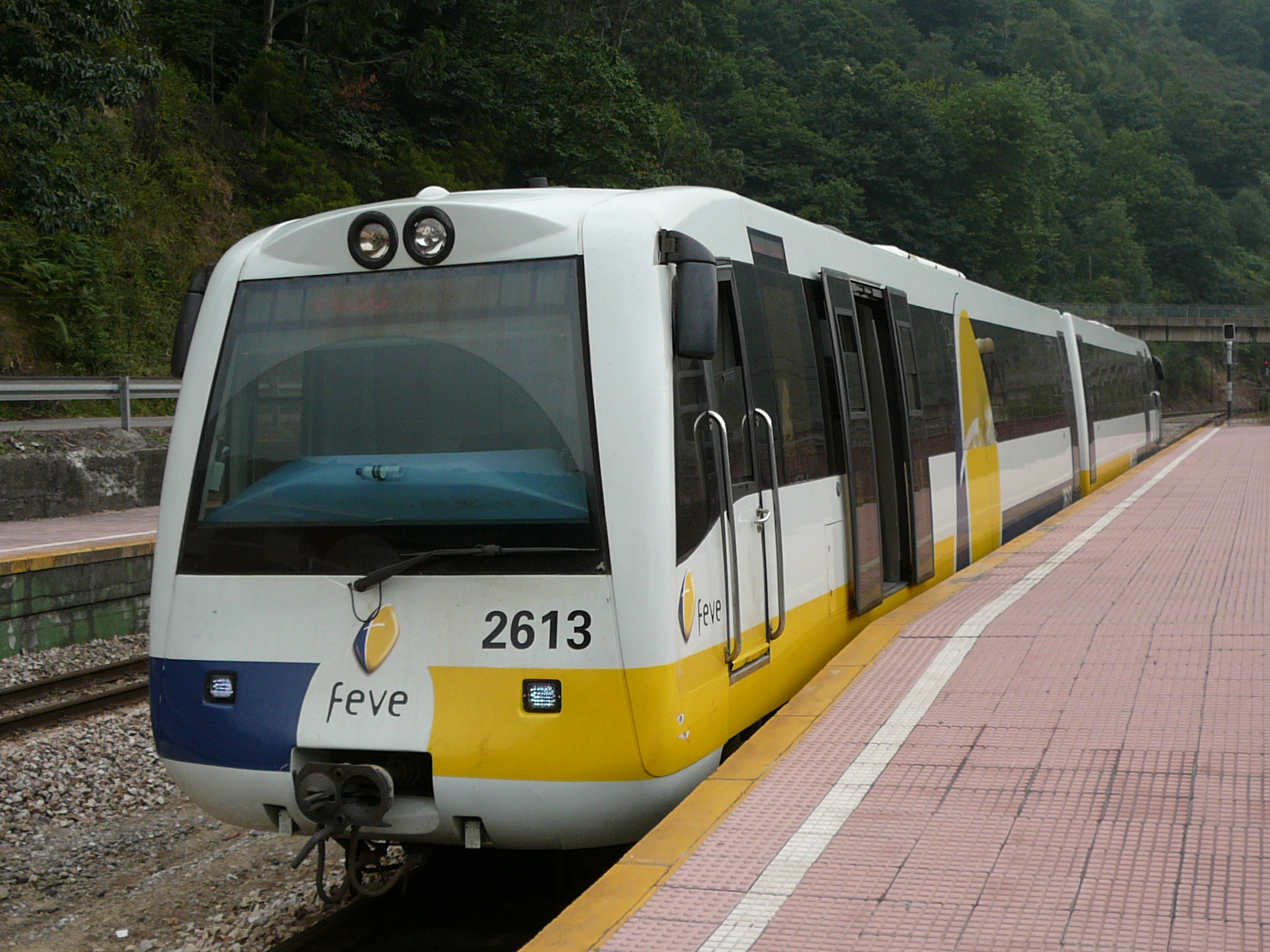
미에레스 근교의 FEVE 디젤동차

FEVE의 기차들은 매년마다 거의 4억6천 톤의 화물을 운송하는데, 기업의 사업 가운데 커다란 일환이다. 그 화물 열자들에 승선된 제품으로는 아연, 강철 그리고 나라의 공업에 많은 연료를 제공하는 석탄 등으로 예상해 볼 수도 있다.

## 과거의 FEVE 서비스를 운영하는 회사들
- 유스코트렌과 빌바오 지하철 - 바스크 지방
- FGC - 바르셀로나 광역권
- FGV - 발렌시아 공동체
- SFM - 마요르카섬
- 마드리드 지하철 - 마드리드 도심

## 같이 보기
- 기차
- 도시 철도

## 참고 문헌
1. ↑  Law 11/1965 of 23rd September. Boletín Oficial del Estado Number 230. 25th of September 1965  (PDF) (스페인어)